# ピサノ・アレックス幸冬堀尾
ピサノ・アレクサンドレ 幸冬 堀尾（ピサノ アレクサンドレ こうと ほりお、2006年1月10日 - ）は、愛知県春日井市出身のプロサッカー選手。Jリーグ・名古屋グランパス所属。ポジションはゴールキーパー（GK）。日本代表。
Jリーグでの登録名はピサノ アレックス幸冬堀尾。

## 来歴

### 名古屋グランパス
2023年8月16日、名古屋グランパスのU-18チームからトップチーム昇格内定が発表された。2024年4月17日に行われたルヴァンカップ1stラウンド2回戦の大宮アルディージャ戦に先発・フル出場でプロデビューを果たし、2-0でクリーンシートを達成した。
2025年5月3日、シュミット・ダニエルが前日のトレーニング中に負傷してベンチ外となったことで、国立競技場で開催されたJ1リーグ第14節清水エスパルス戦での先発出場が急遽決まり、52,847人が来場したJリーグデビュー戦で無失点に抑えて勝利に貢献した。それ以降も先発出場を続け、5月は6戦無敗を記録。この活躍が評価されて6月17日に5月のJ1リーグ月間ヤングプレーヤー賞を初受賞した。

### 代表
2023年10月25日、インドネシアで開催される2023 FIFA U-17ワールドカップに出場するU-17日本代表メンバーに選出されたものの、出場機会はなかった。
2025年5月29日、第51回モーリスレベロトーナメントに出場するU-20日本代表メンバーに選出され、6月7日に行われたグループステージ第2節のU-20メキシコ代表戦に出場した。
2025年7月3日、韓国・龍仁ミルスタジアムで開催されるEAFF E-1サッカー選手権2025に出場する日本代表メンバーに選出され、A代表初招集となった。

## 人物
- 父親はカナダ人、母親は日本人[5][15]。
- フルネームの「堀尾」は日本名の姓、「幸冬」は日本名のファーストネームにあたり、「幸冬」の2文字はそれぞれ自身の誕生前に死んでしまった愛犬の「ハッピー」と、誕生月（1月）の季節に由来している[16]。
- 英語圏出身の父親がいる家族やミッチェル・ランゲラックからは「アレックス」、周囲からは「ピサノ」と呼ばれている[16]。

## 所属クラブ
- 2012年-2017年FC.フェルボール愛知U12（春日井市立大手小学校）
- 2018年-2020年FC.フェルボール愛知U15（春日井市立鷹来中学校）
- 2021年 - 2023年 名古屋グランパスU-18（豊田大谷高等学校）
- 2024年 -  名古屋グランパス

## 個人成績
| 国内大会個人成績 | 国内大会個人成績 | 国内大会個人成績 | 国内大会個人成績 | 国内大会個人成績 | 国内大会個人成績 | 国内大会個人成績 | 国内大会個人成績 | 国内大会個人成績 | 国内大会個人成績 | 国内大会個人成績 | 国内大会個人成績 |
| 年度             | クラブ           | 背番号           | リーグ           | リーグ戦         | リーグ戦         | リーグ杯         | リーグ杯         | オープン杯       | オープン杯       | 期間通算         | 期間通算         |
| 年度             | クラブ           | 背番号           | リーグ           | 出場             | 得点             | 出場             | 得点             | 出場             | 得点             | 出場             | 得点             |
| 日本             | 日本             | 日本             | 日本             | リーグ戦         | リーグ戦         | リーグ杯         | リーグ杯         | 天皇杯           | 天皇杯           | 期間通算         | 期間通算         |
| ---------------- | ---------------- | ---------------- | ---------------- | ---------------- | ---------------- | ---------------- | ---------------- | ---------------- | ---------------- | ---------------- | ---------------- |
| 2024             | 名古屋           | 35               | J1               | 0                | 0                | 1                | 0                | 0                | 0                | 1                | 0                |
| 2025             | 名古屋           | 35               | J1               | 9                | 0                | 1                | 0                | 0                | 0                | 10               | 0                |
| 通算             | 日本             | 日本             | J1               | 9                | 0                | 2                | 0                | 0                | 0                | 11               | 0                |
| 総通算           | 総通算           | 総通算           | 総通算           | 9                | 0                | 2                | 0                | 0                | 0                | 11               | 0                |

出場歴
- Jリーグ初出場 - 2025年5月3日 J1第14節・清水エスパルス戦（国立競技場）

## タイトル

### 代表
- EAFF E-1サッカー選手権：1回（2025年）

## 代表歴
- U-15日本代表候補
- U-16日本代表
- 日本代表
  - EAFF E-1サッカー選手権（2025年）

### 試合数
- 国際Aマッチ 1試合 0得点（2025年 - ）

| 日本代表 | 国際Aマッチ | 国際Aマッチ |
| 年       | 出場        | 得点        |
| -------- | ----------- | ----------- |
| 2025     | 1           | 0           |
| 通算     | 1           | 0           |

### 出場
| No. | 開催日       | 開催都市 | スタジアム         | 対戦国 | 結果 | 監督   | 大会                       |
| --- | ------------ | -------- | ------------------ | ------ | ---- | ------ | -------------------------- |
| 1.  | 2025年7月8日 | 龍仁     | 龍仁ミルスタジアム | 香港   | ○6-1 | 森保一 | EAFF E-1サッカー選手権2025 |